# Meiothecium longisetum
Meiothecium longisetum là một loài rêu trong họ Sematophyllaceae. Loài này được E.B. Bartram mô tả khoa học đầu tiên năm 1945.